# Моонзундська операція (1941)
Моонзундська операція (1941) (нім. Unternehmen Beowulf) (6 вересня — 22 жовтня 1941) — оборонна операція радянської 8-ї армії Ленінградського фронту за підтримки Балтійського флоту проти німецьких військ на Моонзундському архіпелазі в ході операції «Барбаросса». З німецького боку операція «Беовульф».

## Радянська підготовка
Після приєднання Естонії до СРСР 1940 року на островах розгортаються будівельні роботи — споруджуються берегові батареї, пункти базування кораблів та аеродроми. До початку війни на Езелі було збудовано дві 180-міліметрові, три 130-міліметрові та одна 100-міліметрова батарея, до початку вересня 1941 була збудована ще одна 130-мм батарея. На Даго були збудовані по одній 180-мм, 152-мм та 100-мм батареї й три 130-міліметрові. На острові Абрука розміщалася 130-мм, Осмусаарі — 180-мм та 130-мм батареї, Муху — 100-мм тимчасова. Весною 1941 тут розгортається протидесантна оборона — прибувають 3-тя стрілецька бригада та два батальйони 16-ї стрілецької дивізії Прибалтійського військового округу.

## Початок операції
20 серпня німецький 42-й армійський корпус переходить в наступ на обороняючі Таллінн частини 10-го стрілецького корпусу 8-ї армії. 28 серпня 1941 після залишення радянськими військами Таллінна гарнізон островів Моонзундського архіпелагу виявився в глибокому ворожому тилу.
На той час острови обороняли 3-тя окрема стрілецька бригада 8-ї армії та частини берегової оборони Балтійського флоту (всього близько 24 тис. чол.). Берегова артилерія мала 16 батарей (55 гармат калібру 100—180 мм). На аеродромі о. Сааремаа перебувало 12 винищувачів (загальна чисельність І-15, І-153, МБР-2, МіГ-3, Як-1 та Іл-2 становила 86 літаків). На островах базувалися 6 торпедних катерів, 17 тральщиків і декілька мотоботів. Загалом у військових на островах було 60 мінометів та до 800 кулеметів. Керував обороною комендант берегової оборони Балтійського району генерал-майор А. Б. Єлісєєв.
Для захоплення архіпелагу німецьке командування залучило 61-шу і 217-ту пд, інженерні частини, артилерію й авіацію (понад 50 тис. чол.); війська підтримували 3 легких крейсери і 6 міноносців. 6 вересня противник з узбережжя Естонії почав бойові дії по захопленню Моонзундських островів. В першому ударі люфтваффе були задіяні винищувачі Me-109, важкі бомбардувальники Me-110, гідролітаки 125-ї морської розвідувальної групи, літаки-тральники Ju 52MS «Маусі», з другої половини вересня — «Юнкерси-88» бомбардувальної авіагрупи в Ризі.
До початку вересня на островах архіпелагу радянські військовослужбовці спорудили близько 260 дотів та дзотів і заклали близько 24 000 мін та фугасів, натягнуто 140 км загороджень з колючого дроту. Острови Сарема та Муху оборонялися окремою будівельною бригадою, батальйоном моряків, естонським стрілецьким батальйоном, двома інженерно-будівельними батальйонами та чотирма окремими ротами — 18600 військових. На островах Гіюмаа і Вормсі були два стрілецькі та два інженерно-будівельні батальйони та підрозділи прикордонного загону — 5040 військових.
6 вересня берегові батареї Осмуссаара відбивають німецький десант з моря.
7 і 8 вересня німецькі війська висадилися на о. Вормсі і захопили його після триденних боїв. Після захоплення Вормсі і острова Кессулайд — де була застава з 16 солдатів, нацистське командування починає підготовку до десанту на Муху.
10 вересня німецький десант зайняв острів Хобулайд біля Хаапсалу. Того ж дня німецька авіація потопила буксир, що перевозив евакуйовуваний гарнізон з острова Рухну на Езель.
11 вересня через відсутність резерву гарнізон острова Вормсі евакуйований на Даго; також прорвалися 6 мотоботів з пальним та зброєю. Німецький десант на Муху відтіснив червоноармійців до Орісаарської дамби з островом Сааремаа. Протягом 11-13 вересня під час обстрілу та бомбардування острова Муху, за даними радянського командування, було випущено до 15 000 снарядів та скинуто близько 3000 авіабомб; одночасно було проведено відволікаючий маневр — висадка десанту біля півострова Сирве.
13 вересня відбитий нацистський десант 61-ї піхотної дивізії на Езель в бухті Лиу — вогнем берегової батареї під керуванням капітан-лейтенанта С. О. Осипова та атакою торпедних катерів, потоплено 3 німецькі транспорти та підірвався на міні й затонув один з двох фінських броненосців «Ільмарінен», загинуло 270 моряків.
14 вересня почалася висадка військ Вермахту на о. Муху (Моон), гарнізон якого оборонявся 4 діб — висадка проводилася біля Куйвасте та Каласте — на останньому утворено плацдарм, з якого й поведено наступ, до вечора плацдарм був розширений до 6 км по фронту; цього дня десант в районі бухти Кийгусте на острові Сааремаа — понад 40 кораблів різної величини та з повітря — планерний підрозділ полку спеціального призначення «Бранденбург» на планерах DFS 230 — відкинутий вогнем батареї острова Абрука та півострова Кюбассааре, знищений повітряний десант на півострові Кюбассааре, потоплено німецьких 12 катерів та 2 траулери.
В ніч на 15 вересня радянський сторожовий корабель зірвав німецький десант на північне узбережжя острова Моон (Муху). 15 вересня поромами перекидається німецький 176-й полк в район Орісаарської дамби.
16 вересня відбувається німецьке десантування за підтримки люфтваффе, біля острова Езель в ході бою потоплені радянські 6 катерних тральщиків, сторожовий катер, тральщик, буксир та транспорт «Волхов».
З 17 вересня розгорнулися бої на о. Сааремаа. Радянське командування, не маючи можливості затримати наступ німецьких військ на широкому фронті, відвело війська на зручний для оборони півострів Сирве, де були підготовлені оборонні позиції. На півострові оборонялася берегова батарея № 43, керував нею В. Г. Букоткін, в ході боїв на острові він був 11 разів поранений осколками. Запеклі бої тут тривали близько 2 тижнів, з Сааремаа прибув і загін добровольців на підмогу під керівництвом начальника штабу Балтійського оборонного району підполковника А. І. Охтинського. Гарнізон острова Муху перейшов на острів Езель, при відступі підірвавши Орісаарську дамбу.
18 вересня проведено повний відвід радянських військ на Езель, ліквідовані після закінчення боєприпасів дві батареї. Після ліквідації батарей нацистські сили організовують перевезення на острів поромами артилерії.
19 вересня на острові Езель радянські війська відходять на Аренсбург, 22 вересня місто займають німецькі сили.
20 вересня радянські частини повідомляли про відбитий повітряний десант в районі Мустьяла, застосовувалися планери Me 321 «Гігант».
23 вересня на острові Езель радянські частини відійшли на півострів Сирве. Нацистські сили, рухаючись по зруйнованій Орісаарській дамбі та через протоку Вяйкевяйн, підійшли до радянської лінії оборони Салме — затока Лиу, де було 37 дзотів, 32 польові гармати й міномети і понад 130 кулеметів на озброєнні. 24 вересня почалися запеклі позиційні бої на півострові Сворбе.
26 вересня німецькі крейсери «Емден» та «Лейпціг» почали обстріл батарей острова Езель, 27 вересня відбулося їх протистояння з батареєю та радянськими катерами й були атаковані підводним човном класу Щ, вважається, що це був Щ-319.
27 вересня біля півострова Сирве радянські сили потопили німецькі два есмівці, потонув один радянський. 29 вересня лінію оборони на півострові почали обстрілювати німецькі міноносці.
30 вересня радянські війська відходять на середню частину півострова Сирве на лінію Каймарі — Рахусте.
2 жовтня на півострові Сирве бої велися на рубежі Каймрі — Липе.

## Відхід на Гіюмаа та завершальні бої
3 жовтня німці прорвали останню лінію оборони на півострові Сирве, радянські сили відійшли на острів Даго. У ніч з 3 жовтня невелика частина гарнізону півострова Сирве — до 170 осіб, разом з генералом Єлісєєвим — була евакуйована на о. о. Гіюмаа. Обороною Гіюмаа керували полковник Олександр Сильвестрович Константинов та полковий комісар М. С. Біленко, начальник штабу — полковник Павло Васильович Савельєв; у підпорядкуванні мали 4000-5000 бійців з 16-ї стрілецької дивізії.
В ході боїв за Гіюмаа нацистська група кораблів «Вестфаллен» — крейсер «Кельн», міноносці Т-2, Т-5, Т-7, Т-8 та сім базових тральщиків знаходилися біля мису Рістна, та базувалися в порту Рохукюла. Друга група — «Остпройсен» — в складі 2-ї флотилії тральщиків знаходилася біля східного узбережжя острова.
4 жовтня частина гарнізону Езель вирвалася і приєдналася до партизанів, решта, котрі в морі були затримані в нейтральних водах, інтерновані Швецією — 19 жовтня в стокгольмських шхерах був затриманий радянський катер з десятьма військовими — всього шведського берега досягло до 150 чоловік.
5 жовтня радянські війська повністю відійшли з острова Сааремаа — близько 1500 червоноармійців відійшли до мису Церель, не всі відпливли — через погодні умови припливло мало мотоботів, більшість загинула в бою, притиснуті до моря.
11 жовтня потоплений радянський пароплав з евакуйованими пораненими біля Моонзунда.
12 жовтня німецькі війська 61-ї піхотної дивізії через протоку Соезолунд висадилися в шести місцях на острів Гіюмаа, де також розгорнулися запеклі бої — з мису на півострові Паммана кількістю в 1500 вояків, при висадці потоплено 17 німецьких катерів, радянська батарея на півострові Тоффрі після закінчення боєприпасів підірвана; нацисти захопили плацдарми в 2 місцях. Майор Бройнінг 20 жовтня підписує «Звіт про використання десантних кораблів на острів Даго», що для розпилення радянського опору було продемонстроване висадження десанту в різних пунктах, а планували в двох, де й закріпилися — біля Теркма та села Нурсте. Висадка проводилася в зоні оборони батареї № 44 та 33-го інженерного батальйону. Зв"язок з ротами був порушений. Берегова батарея № 44 старшого лейтенанта М. А. Катаєва добу відбивала чисельні атаки — вбито до 300 солдатів противника, вночі солдати підірвали гармати і в ближньому бою прорвалися з оточення; в артилерійському погребі із залишком артприпасів лишився сержант Е. Ф. Попов, при підході нацистів підірвав себе разом з ними. Дві доби загін капітана Горюнова тримав рубіж біля села Валга. Рота капітана М. І. Голованя з 36-го інженерно-будівельного батальйону дві доби стримувала наступ противника, потім відходила на північ майже в повному оточенні, вбивши близько 300 солдатів противника, знищивши 5 танкеток та кілька протитанкових гармат, вирвалося з оточення 120 солдатів з 76-мм гарматою. В боях за Кяйну і Нимбу нацисти втратили вбитими до 700 вояків.
13 жовтня точилися напружені бої на острові Даго на рубежі Кейно — Пускі.
17 жовтня гарнізон острова Даго відійшов на останній рубіж оборони на півострові Тахкуна.
За наказом Військової Ради Балтійського флоту гарнізон о. Гіюмаа 19-22 жовтня частково був евакуйований на півострів Ханко та острів Осмуссаар — 570 червоноармійців, 800 залишені продовжувати опір; при евакуації був потоплений радянський катер. Керував евакуацією генерал Кабанов Сергій Іванович. За рештою бійців 22 жовтня катери з Ханко вже не змогли прорватися.
Останній бій відбувся вже після відбуття евакуйованих сил — кілька радянських солдатів біля маяка Тахкуна.
В ході Моонзундської операції німецькі війська втратили близько 2850 військових, 15 літаків та кілька малих кораблів.